# 藤田良雄
藤田 良雄（ふじた よしお、1908年（明治41年）9月28日 - 2013年（平成25年）1月9日）は日本の天文学者（天体物理学）。学位は理学博士（東京帝国大学・1939年）。東京大学名誉教授。日本学士院会員。文化功労者。勲等は勲二等。
東京帝国大学理学部助教授、東京大学理学部教授、日本学士院院長などを歴任した。

## 概要
福井県出身の天文学者である。東京帝国大学を卒業し、東京帝国大学や東京大学にて教鞭を執り、のちに東京大学から名誉教授の称号を授与された。日本学士院会員に選任され、院長に就任した。低温度恒星の研究で知られており、恒星の温度とスペクトルとの関係を研究し、低温恒星の3個の分枝は星の大気中の炭素、窒素、酸素の比重の差異に起因すると提唱した。後年、アメリカ合衆国の研究者により、藤田理論が正しいことが証明された。

## 来歴

### 生い立ち
戦前に福井新聞の編集長を務めた藤田貞造の長男として福井県福井市に生まれる。父・貞造は「藤田村雨」の筆名で小説を書いていた。映画監督の伊藤俊也は藤田の甥にあたる（伊藤の母が藤田の妹である）。

### 天文学者として
萩原雄祐の弟子だが、師の萩原が天体力学の権威として知られたのに対し、藤田は天体物理学で大きな業績をあげた。1939年に東京帝国大学から理学博士号を授与されている。

## 略歴
- 1931年 - 東京帝国大学理学部天文学科卒業
- 1931年 - 東京帝国大学理学部助手
- 1937年 - 東京帝国大学理学部講師
- 東京帝国大学理学部助教授
- 1939年9月 - 東京大学理学博士（学位論文「低温度星のスペクトル型の1つの解釈について」）
- 1951年 - 東京大学理学部教授
- 1969年3月 - 定年退官
- 1969年5月 - 東京大学名誉教授
- 1971年1月 - ペンシルベニア州立大学客員教授（7月まで）
- 1972年7月 - ヘール天文台客員研究員（7月まで、その後1974年7月から1974年9月の間再びヘール天文台客員研究員となる）
- 1996年 - 日本学士院長（2000年まで）
- 1999年1月 - 歌会始召人
- 2013年1月9日 - 心不全のため死亡[4]。104歳と104日の長寿だった。

## 賞歴
- 1955年 - 恩賜賞[1]

## 栄典
- 1978年 - 勲二等瑞宝章[1]
- 1979年 - 福井市名誉市民[5]
- 1996年 - 文化功労者[1]

## 業績
- 低温度星の分光観測を長年続け、日本の天文学界に「低温度星学派」をつくりあげた。
- 恒星分光学を中心に革新的な業績を収めた。
- 2009年7月22日に硫黄島近海で船上から皆既日食を観測した。

## 弟子
藤田の弟子には西村史朗・前原英夫・平井正則・吉岡一男らがいる。

## 著書

### 単著
- 『天文学文献抄・太陽吸収線の輪廊に就いて』 東京天文台編、1937年
- 『科学教室・天体物理学の発達』 東洋書房、1947年
- 『日食・彩層の話』 恒星社厚生閣 天文學叢書2、1948年
- 『宇宙・地球と月』 毎日新聞社 毎日ライブラリー、1952年
- 『現代自然科學講座 12・星の原子エネルギー』 弘文堂、1952年
- 『太陽・太陽の本体』 恒星社厚生閣 新天文学講座3 新版、1963年
- 『恒星の世界・低温度星』 恒星社厚生閣 新天文学講座6 新版、1963年
- 『天体の物理観測・天体スペクトル線の同定』 恒星社厚生閣

### 共著
- 『天體分光學』 河出書房、1941年
- 『宇宙物理學』 東西出版社 現代物理學体系、1949年
- 『星の大気の量子力学』 東西出版社 現代物理学体系、1949年

## 論文
- CiNii収録論文 - 国立情報学研究所